# Asylum
Asylum je peti studijski album američkog nu metal sastava Disturbed. Ime je dobio po mjestu u kojem grupa traži utjehu u ovom svijetu. 
Objavljen je 27. kolovoza 2010., a snimao se od veljače do travnja. Asylum je proglašen brojem jedan na Billboard 200 ljestvici od 179.000 prodanih primjeraka. Pjesme, na ovom albumu, govore o prirodnim i socijalnim katastrofama.

## Popis pjesama
| 1.    | »Remnants«                                   | 2:43 |
| 2.    | »Asylum«                                     | 4:36 |
| 3.    | »The Infection«                              | 4:08 |
| 4.    | »Warrior«                                    | 3:24 |
| 5.    | »Another Way to Die«                         | 4:13 |
| 6.    | »Never Again«                                | 3:33 |
| 7.    | »The Animal«                                 | 4:13 |
| 8.    | »Crucified«                                  | 4:37 |
| 9.    | »Serpentine«                                 | 4:09 |
| 10.   | »My Child«                                   | 3:18 |
| 11.   | »Sacrifice«                                  | 4:00 |
| 12.   | »Innocence«                                  | 4:31 |
| 13.   | »I Still Haven't Found What I'm Looking For« | 5:28 |
| 52:46 |                                              |      |